# Anya Olsen
Anya Olsen (Oneonta, Nueva York; 27 de septiembre de 1994) es una actriz pornográfica estadounidense.

## Biografía
Nació en septiembre de 1994 en la ciudad de Oneonta, en el estado de Nueva York. No se sabe mucho más acerca de su biografía antes de 2015, año en que a sus 20 años debutó en la industria pornográfica como actriz, siendo su primera escena para Reality Kings.
Desde sus comienzos, como actriz ha trabajado para estudios como Girlfriends Films, Digital Sin, Mofos, Vixen, Kick Ass, Evil Angel, X-Art, Reality Kings, 21Sextury, Wicked Pictures, Tushy, Mile High, Forbidden Fruits Films, Brazzers o Twistys.
En 2016 rodó su primera escena de sexo anal en First Anal 2, donde también debutaron en la temática otras actrices como Goldie Rush, Jojo Kiss o Joseline Kelly.
En 2017 fue nominada en los Premios AVN y XBIZ en la categoría de Mejor actriz revelación. Obtuvo, así mismo, dos nominaciones más en los AVN en las categorías de Mejor escena de sexo lésbico por Girlfiction y Mejor escena de sexo lésbico en grupo por Violation of Piper Perri.
Ha grabado más de 450 películas como actriz.
Algunas películas de su filmografía son A Soft Touch 3, Daddy Says I'm The Best 3, Fantasy Solos 16, Father Daughter Bonding, Foot Fetish Daily 26, Hookup Hotshot Extreme Dating, Internal Love 2, Lesbian Border Crossings, Many Fucks Were Given, Pure 8, Teen Slut Tryouts o Wet 2.

## Premios y nominaciones
| Año  | Ceremonia                   | Resultado | Premio                                     | Trabajo                       |
| ---- | --------------------------- | --------- | ------------------------------------------ | ----------------------------- |
| 2017 | Premios AVN                 | Nominada  | Mejor actriz revelación                    | —                             |
| 2017 | Premios AVN                 | Nominada  | Mejor escena de sexo lésbico               | Girlfiction                   |
| 2017 | Premios AVN                 | Nominada  | Mejor escena de sexo lésbico en grupo      | Violation of Piper Perri      |
| 2017 | Premios AVN                 | Nominada  | Premio fan: Debutante más caliente         | —                             |
| 2017 | Spank Bank Awards           | Nominada  | Most Fuckable Feet                         | —                             |
| 2017 | Spank Bank Awards           | Ganadora  | Most Luscious Labia                        | —                             |
| 2017 | Spank Bank Awards           | Nominada  | Natural Born Cock Killer                   | —                             |
| 2017 | Spank Bank Awards           | Nominada  | Newcummer of the Year                      | —                             |
| 2017 | Spank Bank Awards           | Nominada  | Porn's Next Superstar                      | —                             |
| 2017 | Spank Bank Awards           | Nominada  | Smooth As Silk                             | —                             |
| 2017 | Spank Bank Awards Technical | Ganadora  | The Rarely Discussed 'Slutty' Olsen Sister | —                             |
| 2017 | Premios XBIZ                | Nominada  | Mejor actriz revelación                    | —                             |
| 2017 | Premios XRCO                | Nominada  | Mejor debutante                            | —                             |
| 2018 | Premios AVN                 | Nominada  | Mejor escena de sexo lésbico               | Cheer Squad Sleepovers 20     |
| 2018 | Premios AVN                 | Nominada  | Mejor escena de trío M-H-M                 | No Strings Attached Threesome |
| 2018 | Premios AVN                 | Nominada  | Premio fan: Artista femenina favorita      | —                             |
| 2018 | Spank Bank Awards           | Nominada  | Amazing Anal Artist of the Year            | —                             |
| 2018 | Spank Bank Awards           | Nominada  | Best Legs                                  | —                             |
| 2018 | Spank Bank Awards           | Nominada  | Bewitching Brunette of the Year            | —                             |
| 2018 | Spank Bank Awards           | Nominada  | Excellence in 'Lawn' Maintenance           | —                             |
| 2018 | Spank Bank Awards           | Nominada  | Most Beautiful Seductress                  | —                             |
| 2018 | Spank Bank Awards           | Ganadora  | Most Luscious Labia                        | —                             |
| 2018 | Spank Bank Awards           | Nominada  | Natural Born Cock Killer                   | —                             |
| 2018 | Spank Bank Awards           | Nominada  | Prettiest Girl In Porn                     | —                             |
| 2018 | Spank Bank Awards           | Nominada  | Prettiest 'Whore Mouth'                    | —                             |
| 2018 | Spank Bank Awards           | Nominada  | The Girl Next Door... Only Better          | —                             |
| 2018 | Spank Bank Awards           | Nominada  | The Most Spanked To Girl of the Year       | —                             |
| 2018 | Spank Bank Awards Technical | Ganadora  | Best Laugh                                 | —                             |
| 2018 | Spank Bank Awards Technical | Ganadora  | The All American Girl                      | —                             |
| 2018 | Premios XBIZ                | Nominada  | Artista femenina del año                   | —                             |
| 2018 | Premios XBIZ                | Nominada  | Mejor escena de sexo en película gonzo     | Ripe 4                        |
| 2019 | Premios XBIZ                | Nominada  | Mejor escena de sexo en película vignette  | Fixing For a Fuck             |
| 2020 | Premios AVN                 | Nominada  | Mejor actuación solo / tease               | Fuck Phys-Ed                  |